# Priconodon
A priconodon egy kihalt dinoszauruszfaj. Először Othniel Charles Marsh nevezte el és írta le 1888-ban egy foga alapján, amelyet a Maryland állambeli Prince George's megyében találtak. Valószínűleg talajlakó, növényevő életmódot folytatott. Nagy méretű, négy lábon járó állat volt, és mint valószínű nemének, a Nodosaurusnak a többi fajának, ennek is páncél, esetleg tüskék is lehettek a hátán.